# Goud(III)oxide
Goud(III)oxide is het meest stabiele oxide van goud en heeft als brutoformule Au2O3. De stof komt voor als rood-bruine kristallen, die onoplosbaar zijn in water. Goud(III)oxide is thermisch onstabiel en ontleedt bij temperaturen boven de 160°C.
Goud(III)oxide wordt gebruikt voor het kleuren van hoogwaardig glas.